# King City (Oregon)
King City – miasto w Stanach Zjednoczonych, w stanie Oregon, w hrabstwie Washington.